# Vendée Globe 1989-1990
Navigation
1992-1993
Le Vendée Globe 1989-1990, officiellement appelé Vendée Globe Challenge, est la première édition de la course à la voile, autour du monde, en solitaire, sans escale et sans assistance. Le départ est donné le 26 novembre 1989 au Sables-d'Olonne.
Cette course comptait treize bateaux au départ et sept à l'arrivée en raison d'abandons multiples, ce qui est fréquent dans les éditions du Vendée Globe surnommé « Everest de la mer » dans les médias.
Cette première édition est remportée par le français Titouan Lamazou le 16 mars 1990 après un parcours de 109 jours, 8 heures, 48 minutes et 50 secondes, créant la première référence de l'épreuve, qui tiendra en tant que record jusqu'à l'édition de 1996-1997.

## Parcours
La ligne de départ et celle d'arrivée sont situées au large des Sables-d'Olonne en France. Les coureurs doivent respecter des marques de parcours particulièrement simples et naturelles. Ils doivent laisser sur bâbord (à gauche) les trois caps que sont le cap de Bonne-Espérance, le cap Leeuwin et le cap Horn.

## Participants
| Concurrent             | Nationalité    | Nom du bateau           | Architecte                   | Chantier                             |
| ---------------------- | -------------- | ----------------------- | ---------------------------- | ------------------------------------ |
| Guy Bernardin          | France         | O-Kay                   | Bruce Farr                   | Kiwi Builder                         |
| Patrice Carpentier     | France         | Le Nouvel Observateur   | Robert Nikerson              |                                      |
| Jean-François Coste    | France         | Cacharel                | Éric Tabarly                 | Chantiers et ateliers de la Perrière |
| Pierre Follenfant      | France         | TBS-Charente Maritime   | Joubert-Nivelt               | Chantier Hervé et Pinta              |
| Alain Gautier          | France         | Generali Concorde       | Jean-Marie Finot             | Le Guen-Hémidy                       |
| Philippe Jeantot       | France         | Crédit Agricole IV      | Marc Lombard                 | Jeantot Marine                       |
| Titouan Lamazou        | France         | Écureuil d'Aquitaine II | Luc Bouvet Olivier Petit     | Chantier Capitaine Flint             |
| Loïck Peyron           | France         | Lada Poch               | Luc Bouvet Olivier Petit     | Chantier Couach                      |
| Mike Plant             | États-Unis     | Duracell                | Rodger Martin                | Mike Plant JF Galvao                 |
| Philippe Poupon        | France         | Fleury Michon X         | Philippe Briand              | ATA Jeanneau                         |
| Bertie Reed            | Afrique du Sud | Grinaker                | Martin                       | JJ Provoyeur (AFS]                   |
| Jean-Yves Terlain      | France         | UAP                     | Joubert-Nivelt               | Chantier Hervé et Pinta              |
| Jean-Luc Van Den Heede | France         | 36.15 MET               | Philippe Harlé Alain Mortain | Garcia                               |

## Déroulement de la course
Le départ est donné le 26 novembre 1989 à 15 h 15 par Éric Tabarly.

### Évènements de course
- Le premier événement de cette première édition est le sauvetage de Philippe Poupon par Loïck Peyron qui a filmé toute la scène[3]. Couché par une vague, le bateau de Philippe Poupon était resté bloqué sur le flanc à 90 degrés. Loïck Peyron vient à son secours, prend le bateau en remorque et, après que Poupon eut largué le mât d'artimon, le voilier réussit à se redresser[4].
- Jean-Yves Terlain démâte au sud de la ville du Cap.
- Guy Bernardin est contraint d'abandonner à cause d'un problème dentaire et fait une escale en Australie.

## Classements

### Classement final
| # | Nom                    | Nom du bateau           | Arrivé le    | Temps                  | Écart |
| - | ---------------------- | ----------------------- | ------------ | ---------------------- | ----- |
| 1 | Titouan Lamazou        | Écureuil d'Aquitaine II | 16 mars 1990 | 109 j 08 h 48 min 50 s |       |
| 2 | Loïck Peyron           | Lada Poch               |              | 110 j 1 h 18 min 6 s   |       |
| 3 | Jean-Luc Van Den Heede | 36.15 MET               |              | 112 j 1 h 14 min 0 s   |       |
| 4 | Philippe Jeantot       | Crédit Agricole IV      |              | 113 j 23 h 47 min 47 s |       |
| 5 | Pierre Follenfant      | TBS-Charente Maritime   |              | 114 j 21 h 9 min 6 s   |       |
| 6 | Alain Gautier          | Generali Concorde       |              | 132 j 13 h 1 min 48 s  |       |
| 7 | Jean-François Coste    | Cacharel                |              | 163 j 1 h 19 min 20 s  |       |

### Abandons
| Nom du concurrent  | Nom du bateau         | Nationalité    | Raison de l'abandon                | Lieu             |
| ------------------ | --------------------- | -------------- | ---------------------------------- | ---------------- |
| Patrice Carpentier | Le Nouvel Observateur | France         | avarie pilote automatique          | Malouines        |
| Mike Plant         | Duracell              | États-Unis     | reçoit assistance à l'île Campbell | Nouvelle-Zélande |
| Bertie Reed        | Grinaker              | Afrique du Sud | avarie de safran                   | Afrique du Sud   |
| Jean-Yves Terlain  | UAP                   | France         | démâtage                           | Afrique du Sud   |
| Philippe Poupon    | Fleury Michon X       | France         | pour cause de chavirage            | Afrique du Sud   |
| Guy Bernardin      | O-Kay                 | France         | victime d'une rage de dents        | Australie        |